# Trondheim
Trondheimⓘ (phát âm tiếng Na Uy: [ˈtrɔnhæɪm]) là một thành phố và là một đô thị ở hạt Trøndelag, Na Uy.
Trondheim được lập thành một đô thị 1 tháng 1 năm 1838 (xem formannskapsdistrikt). Các đô thị Byneset, Leinstrand, Strinda và Tiller đã được sáp nhập với Trondheim vào ngày 1 tháng 1 năm 1964.
Dù khu vực này đã có dân định cư hàng ngàn năm, nhưng thành phố Trondheim được thành lập năm 997. Thành phố này đã từng là nơi ở của các vua Na Uy và đã là thủ đô của Na Uy cho đến năm 1217. Trong thời Trung cổ, Trondheim là nơi diễn ra nhiều trận đánh, bao gồm trận chiến giữa vua Sverre và Erling Skakke vào năm 1179. Thành phố này đã bị hỏa hoạn lớn nhiều lần – lần tàn phá nhất là vào năm 1651 và 1681. Trận hỏa hoạn năm 1651 đã phá hủy 90% các toà nhà ở Trondheim, còn vụ hỏa hoạn năm 1681 dẫn đến việc xây lại hoàn toàn thành phố.
Trondheim là một trung tâm giáo dục và nghiên cứu y khoa của Na Uy với Đại học Khoa học Công nghệ Na Uy (NTNU) và SINTEF nằm ở đây. NTNU có khoảng 25.000 sinh viên. Trondheim là nơi đóng trụ sở của Tòa tổng Giám mục. Thành phố này có nhà thờ Nidaros xây vào thế kỷ 11.